# I Will Tell Her
I Will Tell Her ist ein Jazzalbum von Curtis Fuller. Die am 14. und 15. Mai 2009 im Dazzle Restaurant & Lounge sowie vom 16. bis 18. Mai 2009 im Mile High Music Studio in Wheat Ridge, Colorado entstandenen Aufnahmen erschienen im Juni 2010 auf Capri Records.

## Hintergrund
Der inzwischen 75-jährige Posaunist Curtis Fuller arbeitete Ende der 2000er-Jahre noch mit eigenen Formationen: Nach Keep It Simple (2005) mit jüngeren Kollegen aus dem Umkreis der Jazz Messengers hatte er 2006 mit befreundeten Musikern aus Denver, Keith Oxman (Tenorsaxophon), Marcus Hampton (Trompete), Chip Stephens (Piano), Ken Walker (Bass) und Todd Reid am Schlagzeug das Album Live at the Oasis – Volume 9 (KUVO 89.3 FM) eingespielt. In den Jahren darauf wirkte er weiterhin bei David Fathead Newmans Album Diamondhead mit und war als Gastsolist auf dem Album Swinging, Singing, Playing des Count Basie Orchestra zu hören. 2009 entstanden weitere Livemitschnitte, als Fullers Band an zwei Abenden in Denver auftrat. Curtis Fuller spielte erneut mit Keith Oxman, Chip Stephens, Ken Walker und Todd Reid; Trompeter war nun Al Hood, ebenfalls ein Musiker aus Denver (u. a. Mitglied in der Fred Hess Big Band und im Colorado Jazz Repertory Orchestra). In den drei folgenden Tagen spielte das Ensemble weitere Titel in einem Studio in Wheat Ridge, Colorado ein.
Den Titelsong hatte Fuller für seine Frau Cathy geschrieben, die starb, bevor sie die Gelegenheit bekam, das fertige Album zu hören. Im selben Jahr trat er auch mit seinem Brasstet, zu dem die Trompeter Don Sickler und Jim Rotondi sowie Sharp Radway, Corcoran Holt und McClenty Hunter in der Rhythmusgruppe gehörten, beim JazzFest Berlin auf.

## Titelliste
- Curtis Fuller I Will Tell Her (Capri Records 74100-2)

CD 1Curtis Fuller Sextet – Studio
1. Time Off 6:23
2. Sagittarius 5:16
3. Minor's Holiday (Kenny Dorham) 6:05
4. I Will Tell Her 9:18
5. Maze 8:03
6. The Court 5:38
7. Alamode 6:18
8. The Clan 6:04

CD 2Curtis Fuller Sextet – Live
1. Tenor Madness(Sonny Rollins) 13:26
2. The Court 11:00
3. I Will Tell Her 12:44
4. Maze 11:59
5. I Want to Talk About You (Billy Eckstine) 9:27
6. Minor's Holiday (Kenny Dorham) 6:06

Sofern nicht anders angegeben, stammen alle Kompositionen von Curtis Fuller.

## Rezeption
Michael G. Nastos verlieh dem Album in Allmusic vier Sterne und schrieb, dieses Sextett von Freunden aus Denver gebe Fuller viel Feuerkraft, um auf einigen seiner berühmtesten Kompositionen mächtig zu swingen. Mit dem Saxophonisten Keith Oxman und dem Trompeter Al Hood spiele Fuller im Geiste seines ehemaligen Chefs Art Blakey mit einem Gruppensound, der den Jazz Messengers ähneln würde. Sein Ton sei ziemlich stark; insgesamt sei dies eine der besseren Aufnahmen aus dem Spätwerk Fullers, voller Esprit und sehr zu empfehlen.
Nach Ansicht von Woodrow Wilkins, der das Album in All About Jazz mit viereinhalb Sternen auszeichnete, vermittle die Kombination einer Studio-Session mit einem Konzertmitschnitt einen starken Eindruck davon, wie gut diese Band interagiert habe. Hervorhebenswert sind für den Autor die Stücke „Minor's Holiday“ mit der Anmutung einer kleinen Bigband und „Maze“ mit seinem Backbeat-Spiel.